# جيولي بلينو
جيولي بلينو (بالإيطالية: Gioele Pellino) مواليد 13 أغسطس 1983 في فولينيو، إيطاليا، هو متسابق دراجات نارية إيطالي. نافس في سباقات بطولة العالم لفئة 125 سي سي.

## النتائج

### حسب الموسم
| الموسم | الفئة     | الدراجة  | السباق | الفوز | المنصة | الانطلاق | أسرع لفة | النقاط | الترتيب |
| ------ | --------- | -------- | ------ | ----- | ------ | -------- | -------- | ------ | ------- |
| 2002   | 125 سي سي | أبريليا  | 2      | 0     | 0      | 0        | 0        | 2      | 35      |
| 2003   | 125 سي سي | أبريليا  | 16     | 0     | 0      | 0        | 0        | 25     | 23      |
| 2004   | 125 سي سي | أبريليا  | 16     | 0     | 0      | 0        | 0        | 16     | 23      |
| 2005   | 125 سي سي | مالاجوتي | 9      | 0     | 0      | 0        | 0        | 0      | ن.غ.م   |
| 2008   | 125 سي سي | لونسن    | 1      | 0     | 0      | 0        | 0        | 0      | ن.غ.م   |
| إجمالي |           |          | 44     | 0     | 0      | 0        | 0        | 43     |         |

### السباقات حسب السنة
(مفتاح) (السباقات بالخط العريض تشير لترتيب الانطلاق، السباقات بالخط المائل تشير لأسرع لفة)
| السنة | الفئة     | الدراجة  | 1               | 2             | 3          | 4            | 5           | 6           | 7           | 8           | 9           | 10        | 11            | 12          | 13          | 14           | 15            | 16          | 17     | مركز  | نقاط |
| ----- | --------- | -------- | --------------- | ------------- | ---------- | ------------ | ----------- | ----------- | ----------- | ----------- | ----------- | --------- | ------------- | ----------- | ----------- | ------------ | ------------- | ----------- | ------ | ----- | ---- |
| 2002  | 125 سي سي | أبريليا  | اليابان         | ج. أفريقيا    | إسبانيا    | فرنسا        | إيطاليا 14  | كتالونيا    | هولندا      | بريطانيا    | ألمانيا     | تشيك 22   | البرتغال      | البرازيل    | الهادئ      | ماليزيا      | أستراليا      | بلنسية      |        | 35    | 2    |
| 2003  | 125 سي سي | أبريليا  | اليابان 15      | ج. أفريقيا 16 | إسبانيا 20 | فرنسا ل.ين   | إيطاليا 10  | كتالونيا 11 | هولندا ل.ين | بريطانيا 12 | ألمانيا 13  | تشيك 10   | البرتغال ل.ين | البرازيل 26 | الهادئ ل.ين | ماليزيا ل.ين | أستراليا ل.ين | بلنسية ل.ين |        | 23    | 25   |
| 2004  | 125 سي سي | أبريليا  | ج. أفريقيا ل.ين | إسبانيا ل.ين  | فرنسا 17   | إيطاليا ل.ين | كتالونيا 13 | هولندا 13   | البرازيل 16 | ألمانيا 13  | بريطانيا 10 | تشيك ل.ين | البرتغال ل.ين | اليابان 16  | قطر 15      | ماليزيا ل.ين | أستراليا 17   | بلنسية 20   |        | 23    | 16   |
| 2005  | 125 سي سي | مالاجوتي | إسبانيا         | البرتغال      | الصين      | فرنسا 17     | إيطاليا 20  | كتالونيا 28 | هولندا 21   | بريطانيا 18 | ألمانيا     | تشيك      | اليابان       | ماليزيا     | قطر 23      | أستراليا 24  | تركيا 23      | بلنسية 22   |        | ن.غ.م | 0    |
| 2008  | 125 سي سي | لونسن    | قطر             | إسبانيا       | البرتغال   | الصين        | فرنسا ل.ين  | إيطاليا     | كتالونيا    | بريطانيا    | هولندا      | ألمانيا   | تشيك          | سان مارينو  | إنديانا     | اليابان      | أستراليا      | ماليزيا     | بلنسية | ن.غ.م | 0    |

## روابط خارجية
- جيولي بلينو على موقع MotoGP.com (الإنجليزية)
- جيولي بلينو على موقع CONI honoured athlete website (الإيطالية)